# Donnemarie
Donnemarie ist eine ehemalige französische Gemeinde im Département Seine-et-Marne in der Region Île-de-France. 
Donnemarie wurde 1967 mit Dontilly zur neuen Gemeinde Donnemarie-Dontilly zusammengeschlossen. 

## Geographie
Donnemarie liegt am Fluss Auxence. Der Ort ist über die Départementstraße 403 zu erreichen.

## Geschichte
Donnemarie wird erstmals in einer Schenkungsurkunde aus dem Jahr 878 erwähnt. Ab 1273 bis zur Revolution gehörte der Ort der Abtei Saint-Martin de Tours.  

## Sehenswürdigkeiten

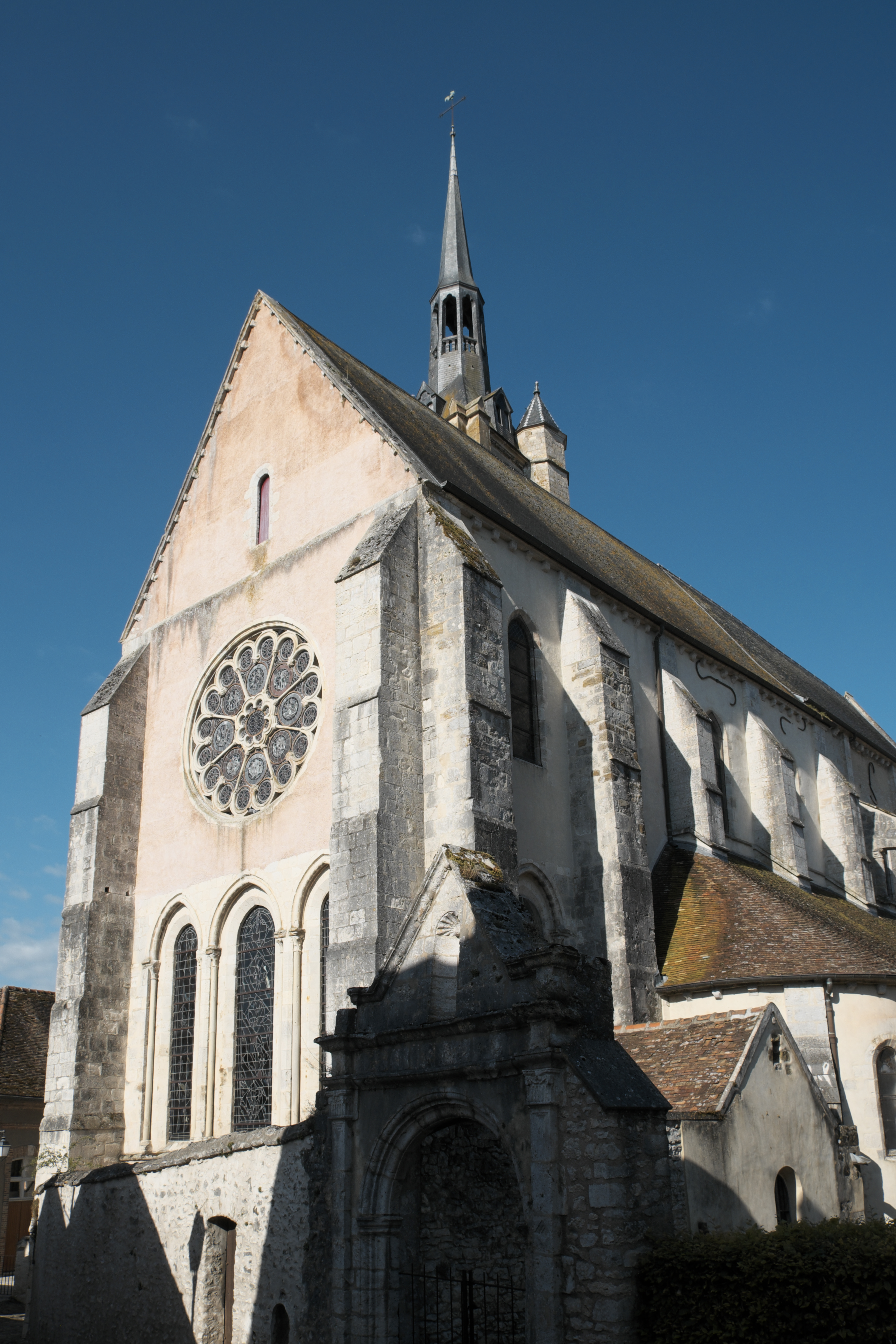
Kirche Notre-Dame

- Kirche Notre-Dame-de-la-Nativité, erbaut im 13. Jahrhundert (Monument historique)
- Porte de Provins, erbaut im 16. Jahrhundert
- Waschhaus, erbaut im 19. Jahrhundert
- Markthalle, erbaut 1847